# Pachybrachis mongolensis
Pachybrachis mongolensis es una especie de insecto coleóptero de la familia Chrysomelidae.
Fue descrita científicamente en 1980 por Medvedev & Rybakova.